# YouTopia
YouTopia ist ein mehrtägiges Livestream-Event zu den Themen Umweltschutz und Nachhaltigkeit. Mehrere YouTuber und Twitch-Streamer leben in vier bis fünf Tage gemeinsam in einer Kuppel und empfangen prominente Gäste aus Entertainment, Wissenschaft und Politik. Das Geschehen wird non-stop über die YouTube- und Twitch-Kanäle der Mitwirkenden gestreamt.
Erfinder des Formats sind Jacob Beautemps und die Produktionsfirma i&u TV, die auch für die Umsetzung verantwortlich ist. Jedes Jahr werden Spenden für einen wohltätigen Zweck gesammelt. Das Projekt finanziert sich über Sponsoren und die Film- und Medienstiftung NRW. 2021 wurde das Geschehen von insgesamt über 3,6 Millionen Zuschauern verfolgt.
Im November 2021 gab es erstmals eine französische Version des Formats.

## Veranstaltungen
| Datum               | Produktionsort   | Bewohner                                                                             | Gäste | Spendenziel               |  |
| ------------------- | ---------------- | ------------------------------------------------------------------------------------ | --- | ------------------------- |  |
| 30.09. – 04.10.2020 | Köln, Jugendpark | Jacob Beautemps, Kayla Shyx, Jonas Ems, Simon Will                                   | Günther Jauch, Judith Rakers, Cem Özdemir, Julia Klöckner, Gregor Gysi, Eckart von Hirschhausen, Ranga Yogeshwar, Shary Reeves, Nico Rosberg, Hey Moritz, Gewitter im Kopf u. a. | Plant for the Planet      |  |
| 01.09. – 05.09.2021 | Köln, Jugendpark | Jacob Beautemps, Rewinside, Jana Klar, Alicia Joe, Survival Mattin                   | Karl Lauterbach, Saskia Esken, Dorothee Bär, Katja Kipping, Aminata Touré, Steffi Lemke, Günther Jauch, Barbara Schöneberger, Frank Thelen, Eko Fresh, Tim Bendzko, Sarah Engels, Ruth Moschner, Olivia Jones, Evelyn Burdecki, Thore Schölermann, Leeroy Matata, Knossi, Raul Krauthausen, Volker Quaschning u. a. | everwave                  |  |
| 30.09. – 03.10.2022 | Köln, Südbrücke  | Jacob Beautemps, Rewinside, Jana Klar, Alicia Joe, Jonas Ems, Regina Hixt, Aditotoro | Ricarda Lang, Lars Klingbeil, Hendrik Wüst, Eckart von Hirschhausen, Sven Plöger, Ranga Yogeshwar, Jeannine Michaelsen, Laura Karasek, Eko Fresh, The Real Life Guys, Marvin Wildhage, Marc Eggers u. a. | Borneo Orangutan Survival |  |
| 17.11.2024          | Köln, Bauwerk    | Jacob Beautemps, Tomatolix, Rick Azas                                                | Nadine Breaty, Alicia Joe, Rewinside, Starletnova, Hey Moritz, Regina Hixt, Yvonne Pferrer, Jeremy Grube, Lydia Benecke, OttoBulletproof, Micha Fritz (Mitbegründer von Viva con Agua), Fabian Kahl, Eckart von Hirschhausen u. a.                                                                                  | Wilderness International  |  |
| 11.06.2025          | Köln, Gürzenich  | Jacob Beautemps                                                                      | Rosemondy, Fibi, Rick Azas, Nadine Breaty, OttoBulletproof, Hannes & Jeremy, Klengan, Robinga Schnörgelrögel, Elquaria, Nooreax, Sophiexelisabeth, Colaway, Yonca, Chezame, Rico Montero | Wilderness International  |  |

## Auszeichnungen
- Deutscher Preis für Onlinekommunikation 2020 in der Kategorie „Purpose Driven Communications“ (Nominierung)[10]
- NRW-Medienpreis für entwicklungspolitisches Engagement 2021[11]
- International Format Award 2022 in der Kategorie „Best Multi-Platform Format“ (Nominierung)[12]
- Grand Prix Stratégies de l'Innovation Média 2022[13]